# Гейфілд Тауншип (округ Кроуфорд, Пенсільванія)
Гейфілд Тауншип (англ. Hayfield Township) — селище (англ. township) в США, в окрузі Кроуфорд штату Пенсільванія. Населення — 2775 осіб (2020).

## Демографія
Згідно з переписом 2010 року, у селищі мешкало 2940 осіб у 1173 домогосподарствах у складі 883 родин. Було 1296 помешкань
Расовий склад населення:
| - 98,8 % — білих - 0,3 % — чорних або афроамериканців - 0,1 % — азіатів |

До двох чи більше рас належало 0,5 %. Частка іспаномовних становила 0,4 % від усіх жителів.
За віковим діапазоном населення розподілялося таким чином: 21,0 % — особи молодші 18 років, 63,2 % — особи у віці 18—64 років, 15,8 % — особи у віці 65 років та старші. Медіана віку мешканця становила 44,3 року. На 100 осіб жіночої статі у селищі припадало 104,0 чоловіків;  на 100 жінок у віці від 18 років та старших — 102,2 чоловіків також старших 18 років.
Середній дохід на одне домашнє господарство  становив 57 323 долари США (медіана — 44 561), а середній дохід на одну сім'ю — 67 071 долар (медіана — 54 115). Медіана доходів становила 42 297 доларів для чоловіків та 27 305 доларів для жінок. За межею бідності перебувало 10,8 % осіб, у тому числі 10,1 % дітей у віці до 18 років та 6,3 % осіб у віці 65 років та старших.
Цивільне працевлаштоване населення становило 1341 особа. Основні галузі зайнятості: виробництво — 22,4 %, освіта, охорона здоров'я та соціальна допомога — 22,1 %, роздрібна торгівля — 13,3 %, публічна адміністрація — 8,5 %.